# May Vale
May Vale (née le 18 novembre 1862 à Ballarat − morte le 6 août 1945 à Melbourne) est une peintre australienne.

## Galerie photographique

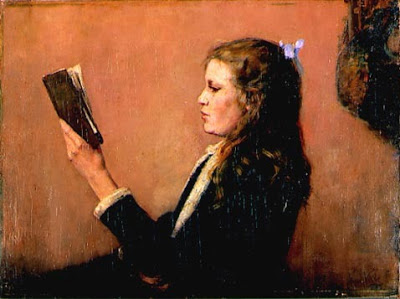
Faith Learning her Lesson (1898).
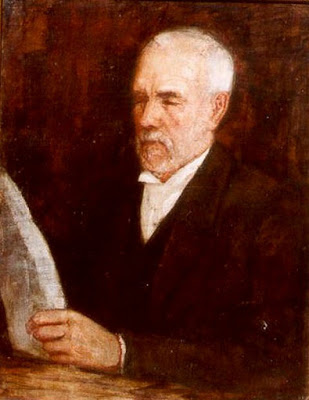
David Syme (c. 1892).
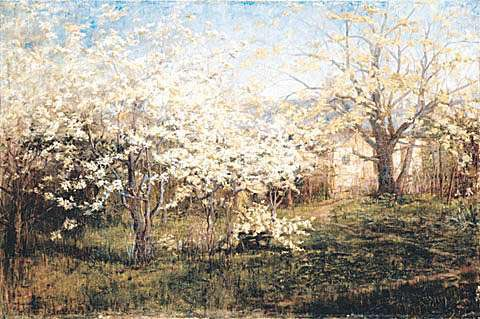
The Orchrad (Spring at Mayfield) (c. 1904).
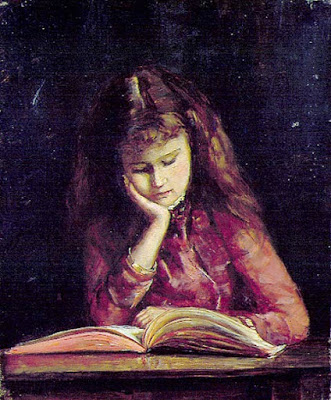
Girl Reading (1890).